# Miss International 1998
Miss International 1998, trentottesima edizione di Miss International, si è tenuta presso il Koseinenkin Hall di Tokyo il 26 settembre 1998. La panamense Lía Borrero è stata incoronata Miss International 1998.

## Risultati

### Piazzamenti
| Risultato finale        | Concorrente |
| ----------------------- | --- |
| Miss International 1998 | - Panama - Lía Victoria Borrero González |
| 2ª classificata         | - Venezuela - Daniela Kosán Montcourt |
| 3ª classificata         | - India - Shvetha Jaishankar |
| Finaliste               | - Bolivia - Liliana Peña Guachalla - Colombia - Adriana Hurtado Novella - Corea del Sud - Cho Hye-young - Filippine - Colette Centeno Glazer - Finlandia - Piia Hartikainen - Francia - Patricia Spéhar - Giappone - Megumi Taira - Macedonia - Ana Binovska - Polonia - Agnieszka Osinska - Rep. Ceca - Petra Faltynova - Spagna - Vanessa Romero Torres - Tunisia - Nejla Kouniali |

### Riconoscimenti speciali
| Riconoscimento        | Concorrente                                                        |
| --------------------- | ------------------------------------------------------------------ |
| Miss Friendship       | - Finlandia - Piia Hartikainen - Togo - Manuella Nadou Lawson-Body |
| Miss Photogenic       | - Venezuela - Daniela Kosán Montcourt                              |
| Miss National Costume | - Colombia - Adriana Hurtado Novella                               |

## Concorrenti
- Argentina - Maria Fernanda Ortiz
- Aruba - Anushka Sheritsa Lew Jen Tai
- Australia - Katherine Louis O'Brien
- Bolivia - Liliana Peña Guachalla
- Cipro - Marianna Panayiotou
- Colombia - Adriana Hurtado Novella
- Corea del Sud - Cho Hye-young
- Curaçao - Santa Indris Tokaay
- Filippine - Colette Centeno Glazer
- Finlandia - Piia Hartikainen
- Francia - Patricia Spéhar
- Germania - Fiona Ammann
- Giappone - Megumi Taira
- Grecia - Eleni Pliatsika
- Hawaii - Lori-Ann Lee Medeiros
- Honduras - Wendy Suyapa Rodríguez
- Hong Kong - Natalie Ng Man-Yan
- India - Shvetha Jaishankar
- Islanda - Gudbjörg Sigridur Hermannsdóttir
- Isole Marianne Settentrionali - Sonya Palacios Pangelinan
- Israele - Galia Abramov
- Lettonia - Liga Graudumniece
- Macedonia - Ana Binovska
- Messico - Karina Patricia Mora Novelo
- Norvegia - Bjorg Sofie Lovstad
- Paesi Bassi - Ilona Marilyn van Veldhuisen
- Panama - Lía Victoria Borrero González
- Paraguay - Maria Fabiola Roig Escandriolo
- Perù - Melissa Miranda Quiñones
- Polonia - Agnieszka Osinska
- Portogallo - Icilia Silva Berenguel
- Regno Unito - Melanie Devina Jones
- Rep. Ceca - Petra Faltynova
- Rep. Dominicana - Sorangel Fersobe Matos
- Senegal - Maimouna Diallo
- Singapore - Sudha Menon
- Slovacchia - Martina Kalmanova
- Spagna - Vanessa Romero Torres
- Stati Uniti - Susan Paez
- Togo - Manuella Nadou Lawson-Body
- Tunisia - Nejla Kouniali
- Turchia - Senay Akay
- Venezuela - Daniela Kossán Montcourt